# Parafia Rozesłania Apostołów w Mrzygłodzie
Parafia Rozesłania Apostołów w Mrzygłodzie – parafia rzymskokatolicka, w dekanacie Sanok I, w archidiecezji przemyskiej.

## Historia
Wieś początkowo nazywała się Tyrawa. Prawdopodobnie po 1410 roku została erygowana parafia, a jako wotum dziękczynne po zwycięstwie pod Grunwaldem, jeńcy krzyżaccy w latach 1415–1424 zbudowali murowany kościół. W 1425 roku wieś otrzymała prawa miejskie. W 1431 roku nastąpiła lokacja miasta na prawie magdeburskim. Dopiero w dokumentach lustracyjnych z lat 1565 i 1613 pojawiła się nazwa Mrzygłód.
Do 1918 roku parafia obejmowała miejscowości Dębna, Dobra, przysiółek Hruszówka (Groszówka), Hłomcza, Kreców, Lachawa, Liszna, Łodzina, Siemuszowa, Ulucz, Tyrawa Solna i Wola Krecowska.
Na terenie placu przykościelnego znajduje się grobowiec rodziny Kościuszko, przedwojennych właścicieli wsi Siemuszowa.
W lipcu 2010 roku odbyły się uroczystości 600 lecia istnienia parafii, którym przewodniczył abp Józef Michalik. W trakcie obchodów odsłonięto kapliczkę Najświętszej Maryi Panny przed kościołem i nowy pomnik Władysława Jagiełły w Mrzygłodzie.
Na terenie parafii jest 2 097 wiernych (w tym: Mrzygłód – 436, Dębna – 250, Dobra – 328, Hłomcza – 290, Łodzina – 260, Siemuszowa – 190, Tyrawa Solna – 385).

## Proboszczowie
Proboszczami parafii byli m.in.: 
- ks. Franciszek Schaflik
- ks. Michał Lechowicz (od 1857)
- ks. Józef Bigo (1887–1908)
- ks. Jan Sękowski (1908–1934)
- ks. Ludwik Sieradzki (1934–1947)[8]
- ks. Karol Zarzyczny (administrator, 1951–1960)[9][10]
- ks. Władysław Gurbisz (administrator)[11]
- ks. Stanisław Wójcik (1974–1982)[12]
- ks. Józef Kościelny (1982–1987)[13][14]
- ks. Marek Grzebień
- ks. Paweł Pelc (2015–2025)
- ks. Zbigniew Kukro (od 2025)

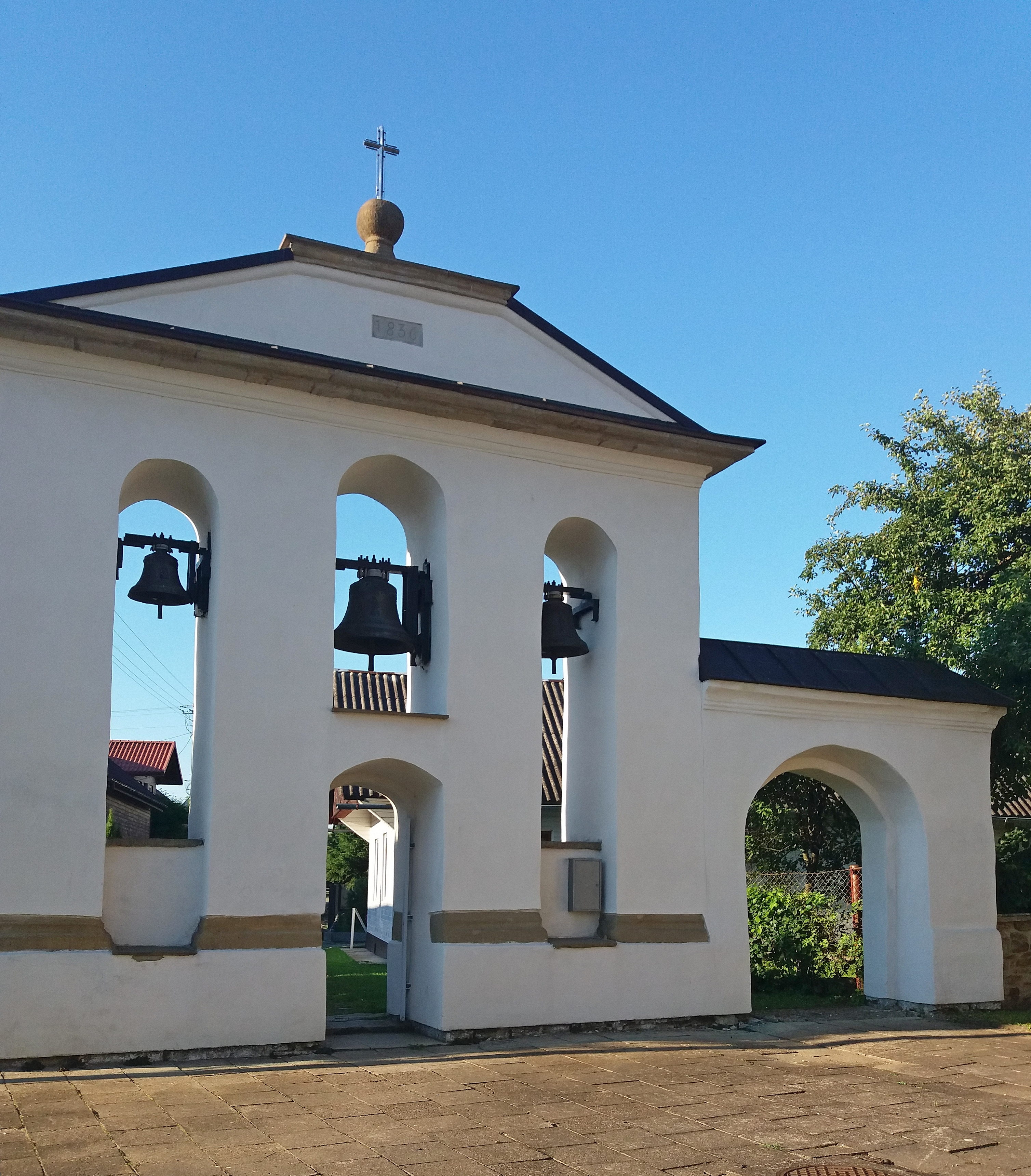
Dzwonnica z 1836
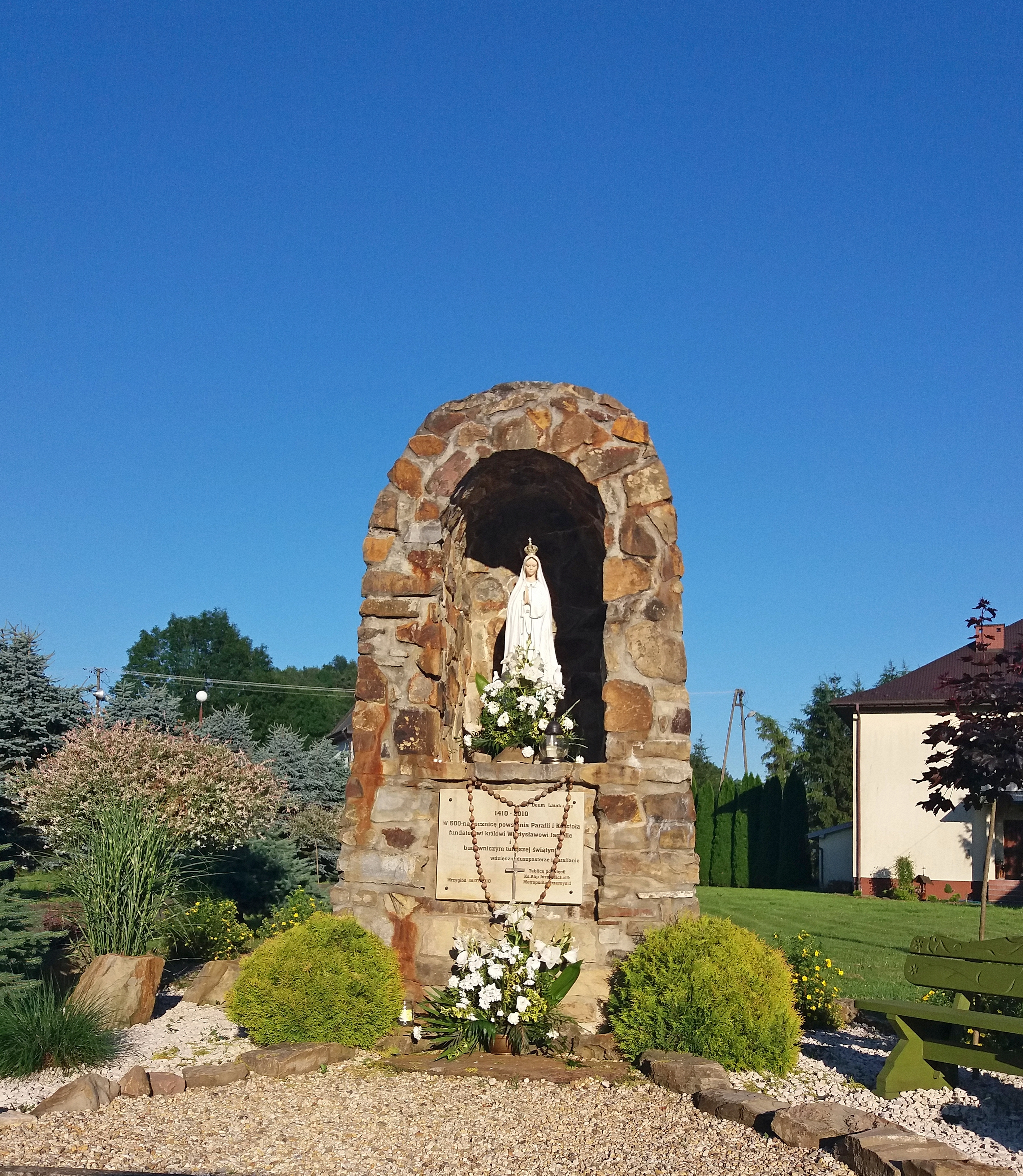
Kapliczka na 600 lecie parafii 1410–2010
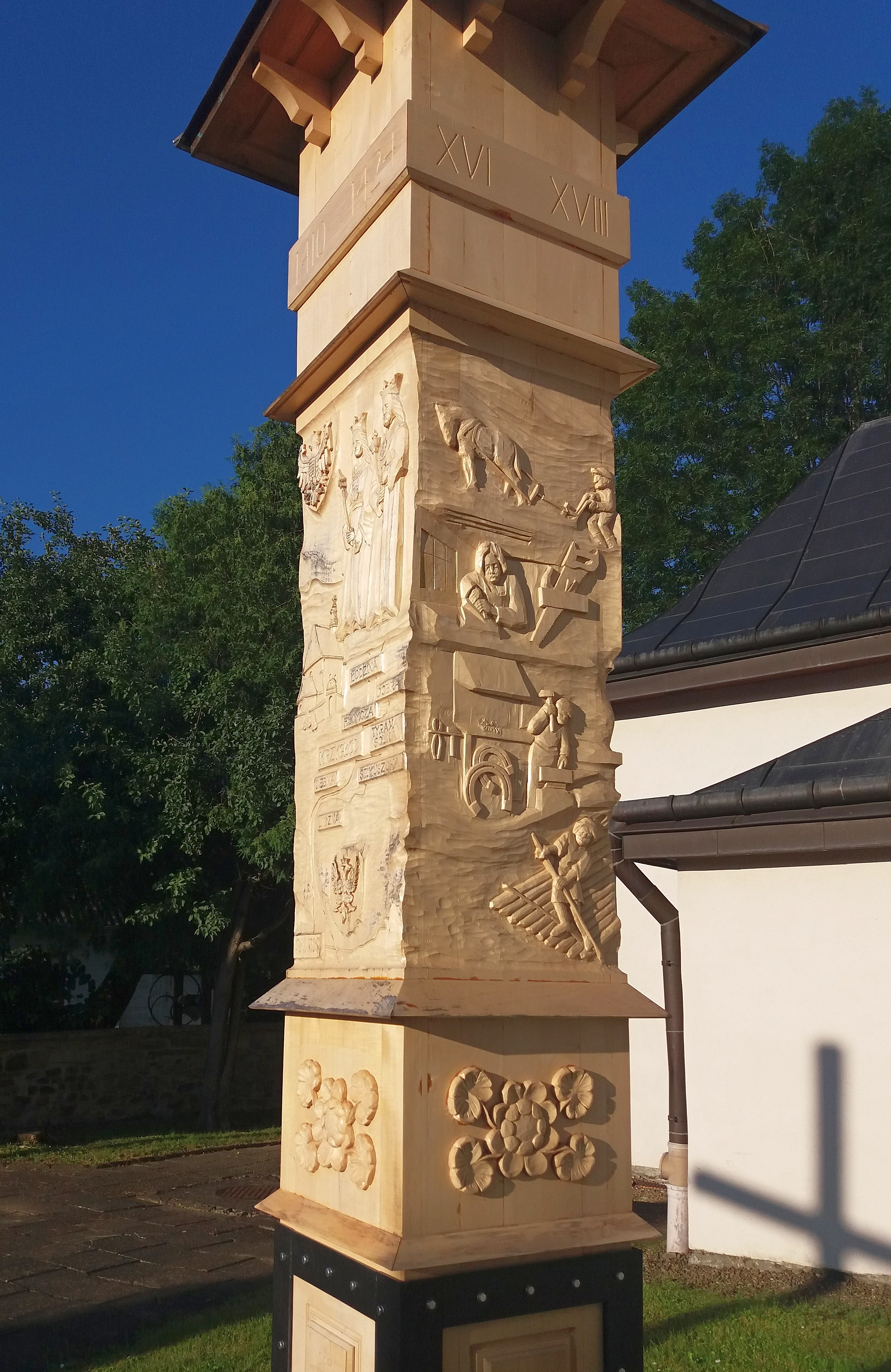
W otoczeniu kościoła

## Grupy parafialne
Żywy Różaniec, Oaza Rodzin, ministranci.

## Kościoły filialne
- Dębna – pw. Miłosierdzia Bożego
- Dobra – pw. Podwyższenia Krzyża Świętego w dawnej cerkwi,
- Hłomcza – pw. Najświętszego Serca Pana Jezusa[15].
- Łodzina – pw. Narodzenia Najświętszej Maryi Panny w dawnej cerkwi[16].
- Siemuszowa – pw. Chrztu Pańskiego w dawnej cerkwi[17].
- Tyrawa Solna – pw. Świętych Apostołów Piotra i Pawła w dawnej cerkwi[18].

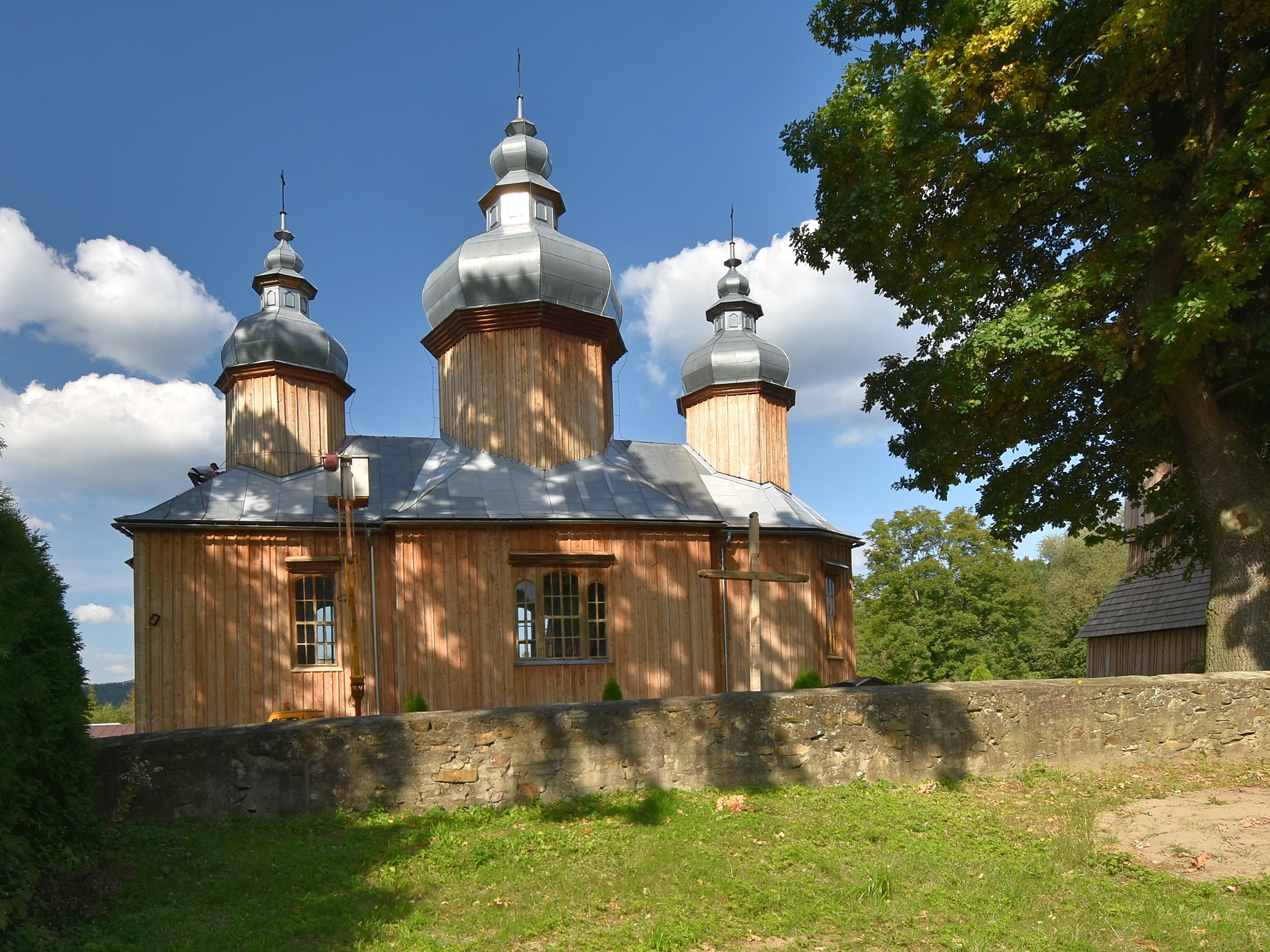
Kościół filialny w Dobrej
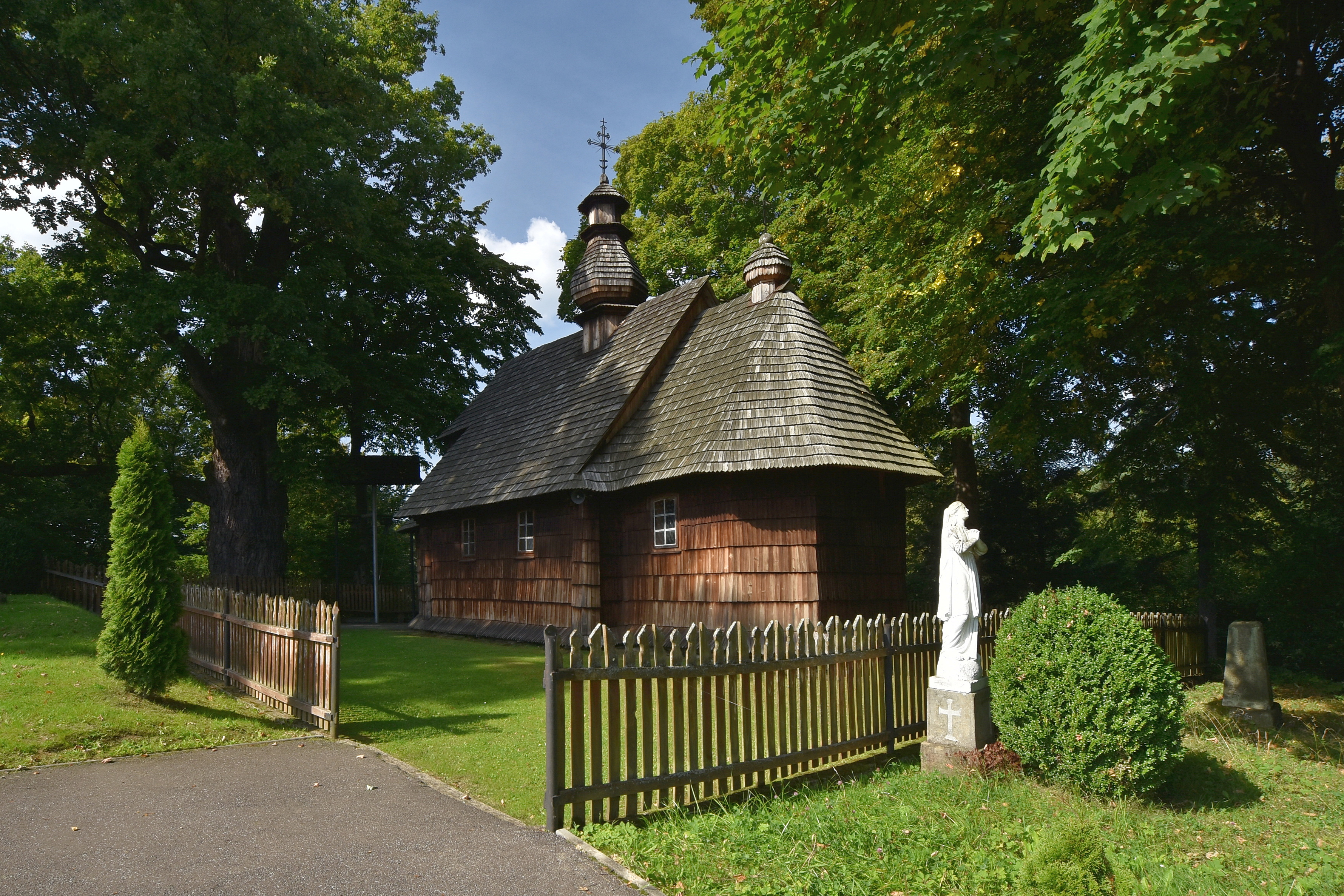
Kościół filialny w Łodzinie
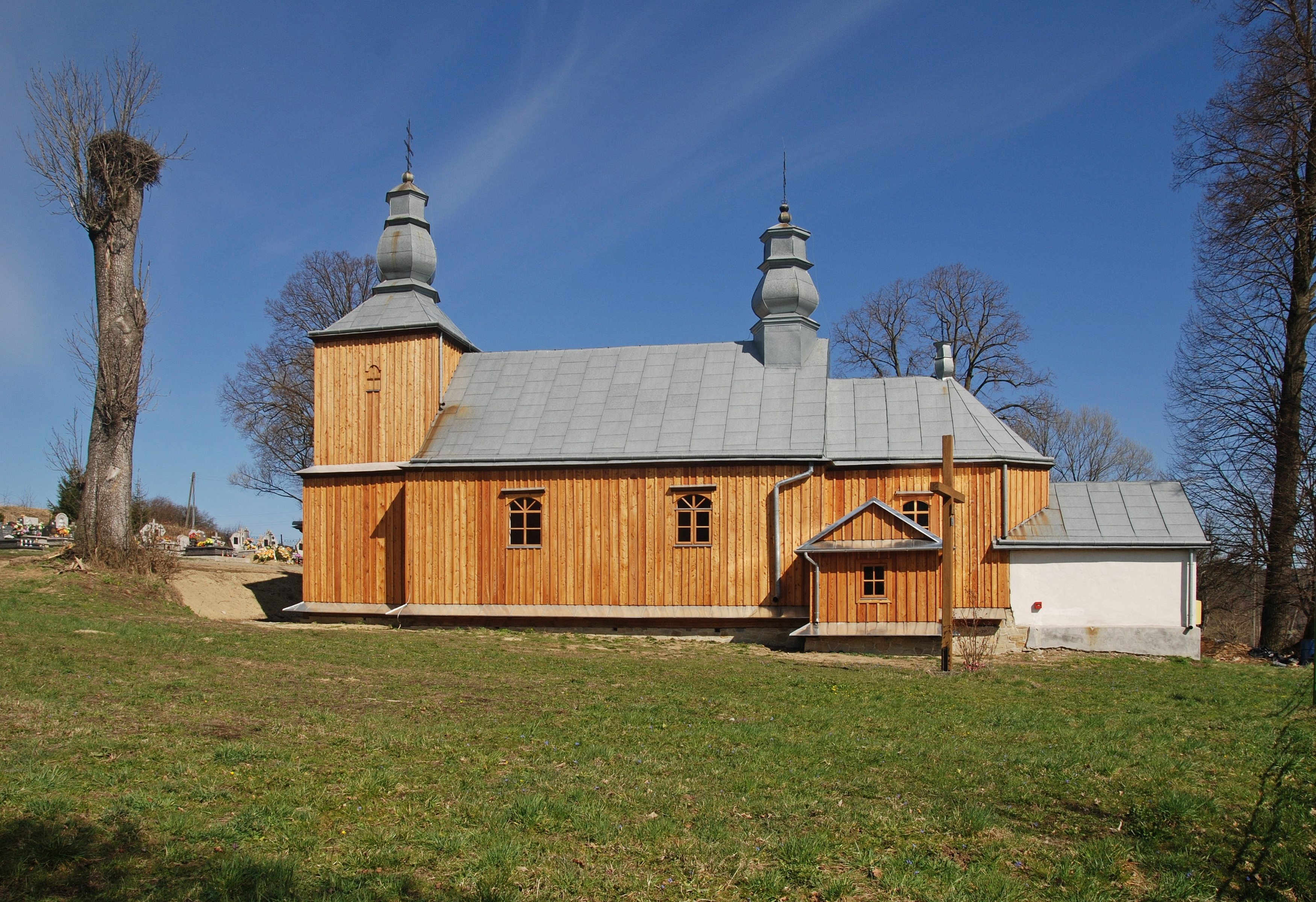
Kościół filialny w Siemuszowej
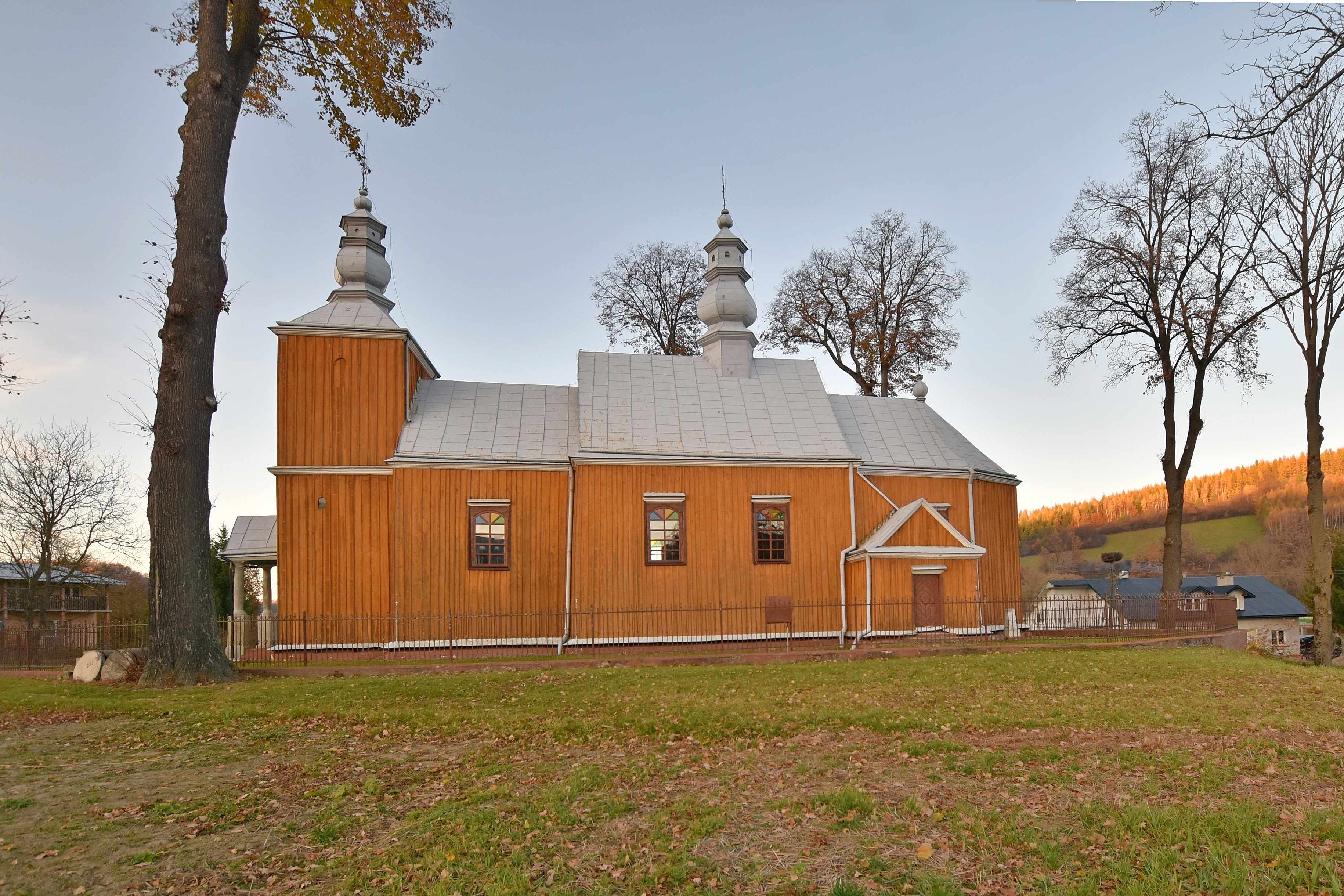
Kościół filialny w Tyrawie Solnej